# 禁煙タクシー

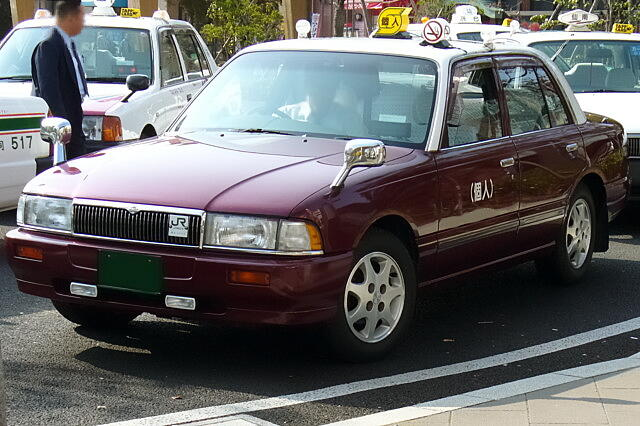
禁煙タクシーの例
個人タクシー。屋根上に禁煙の表示灯がある。

禁煙タクシー（きんえんタクシー）は、車内での乗客および運転手の喫煙が禁止されている禁煙のタクシーである。

## 概要
1987年までは全てのタクシー内での運転手や乗客の喫煙が禁止されていなかったため、非喫煙者の運転手と乗客も受動喫煙やタバコの残臭による被害を余儀なくされていた。1988年に禁煙タクシー第一号の個人タクシーが東京で誕生した。
当初は禁煙タクシーにするには、医師の診断書の提出や、屋根上に1m程ある大きな禁煙車表示灯も義務付けられていた。その後は表示灯は小さいものに変更された。また、その地域の90%以上のタクシーが禁煙車の場合は、表示灯を省略してステッカーのみとできるようになった。以前は禁煙タクシーにするには許可が必要で、申請して許可されるまで時間もかかったが、その後は経営者（個人タクシーの場合は本人）の判断で禁煙タクシーにできるようになった。また、禁煙タクシーの車内で喫煙した者に対して乗車拒否もできる。
なお、旅客自動車運送事業運輸規則49条第2項で、旅客のいる事業用自動車での乗務員の喫煙を禁止する条文があるため、禁煙タクシーでなくとも、車内に乗客が乗車しているときは運転手の喫煙は禁止されている。

## 全面禁煙・全車禁煙

### 「全面禁煙」と「全車禁煙」の違い
この言葉はマスメディアにおいてしばしば使われるが、実際は100％という意味ではない。全面禁煙とは、その地域の協会に加盟している法人タクシーが全面禁煙という意味である。協会に加盟していない少数の会社は、任意で喫煙出来るタクシーもあった。
「全車禁煙」の実施状況を都道府県レベルで見ると、大分県で2007年6月に導入されたのを皮切りに、2011年7月1日に北海道の全地区が全車禁煙となったため、2011年7月現在、全都道府県で実施済みである。
喫煙率は年々下がり続けているが、タクシー運転手の喫煙率は成人男性の平均喫煙率より高いとされる。従来は車内がタバコ臭いという苦情も多かった。全車禁煙を実施した地域では、車内で運転手が喫煙していたという苦情や、逆に喫煙者への配慮も必要という意見もあった。
神奈川県は、2007年7月11日にタクシーの全車禁煙実施に加え、2010年（平成22年）4月1日より神奈川県公共的施設における受動喫煙防止条例施行で、全国初の罰則を伴う完全禁煙となった。
2020年4月1日、改正健康増進法が施行された。また同日から、東京都受動喫煙防止条例が全面施行された。

### 法令上の根拠
健康増進法25条では、多数の人が利用する施設では、受動喫煙防止に努力しなければならない（努力義務、罰則無し）と定めていた。厚生労働省健康局長通知　健発0225第2号では、その施設にタクシーも含まれたが強制ではなかった。「禁煙タクシー」とした場合は、「禁煙タクシーの導入に伴う留意事項について」運輸省自動車交通局旅客課長通達 自旅第95号平成12年7月4日付け、ないしは、国土交通省自動車交通局旅客課長通達平成19年9月25日改正版に「(3)禁煙車両は、車内でたばこの臭いを感じないよう適切な車両管理を行うこと。運転者は、車内喫煙しないこと。」とされていた。
2010年時点の法令（旅客自動車運送事業運輸規則（省令））では、「禁煙タクシー」にするか否かについては、すべてのタクシーについて旅客を含めた全面禁煙を求めるとはできないこととなっていた。法令で禁止されているのは、旅客が乗車中の車内で乗務員が喫煙することに限られていた。
2010年4月1日、神奈川県受動喫煙防止条例が施行され、特に受動喫煙による健康への悪影響を排除する必要がある施設（第1種禁煙施設）の一つとしてタクシーが指定されており、神奈川県内を発着するタクシーは同条例により全車禁煙とすることが義務付けられた。なおこれは、神奈川県内を営業区域とするタクシー事業者に限定されない。同条例では、喫煙禁止場所であるタクシー車内で喫煙した者は2万円以下の過料に処される。
タクシー会社で作る都道府県の乗用自動車協会・個人タクシー協会、同協会及び都道府県内各地の協会・タクシー地域協議会では、地域の実情に合わせて個別に検討を行い、禁煙タクシーとするか否かを判断して自主的に適用していた。行政上の指導する立場の厚生労働省配下の都道府県・健康増進課、および国土交通省配下の地域運輸局は「要望」や「協力を依頼」していた。自主規制であるので、法令上の罰則はなかった。国土交通省は地域のタクシー協会が、自主的に処罰を制定することに制限は設けていないとしていた。
- 自主規制による「禁煙タクシー」の苦情処理

「車内で運転手が喫煙していた」と言う苦情はある。タクシーパークでの待機中の乗務員の車内喫煙、乗務中の乗務員の路上喫煙、乗客を降ろし自身の営業地区への回送中の運転中など。
「車内で運転手が喫煙していた」と言う苦情は、地域運輸局やタクシー協会への苦情により対応される。タクシー会社への苦情は法令：旅客自動車運送事業運輸規則第三条（苦情処理）に基づき、氏名及び住所を明らかにし苦情を申し出た者に対して、遅滞なく弁明しなければならない。乗務員の特定できる情報によって弁明し、改善措置と記録と記録の保存が義務付けられている。
駅前のタクシー乗り場やタクシーパークでの乗務員の禁煙車横での路上喫煙は、治外法権のように行われている。
駅前のタクシー乗り場やタクシーパークは自治体が整備しており、路上喫煙禁止条例のある自治体では禁煙地区内にあることも多い。このような場所では路上喫煙は自治体によって禁止されている。
条例がなくても「(3)禁煙車両は、車内でたばこの臭いを感じないよう適切な車両管理を行うこと。」に該当するため、禁煙車横での乗務員らの路上喫煙は苦情の対象となる。また営業上の乗務中の行為であるので「みっともない」行為として苦情の対象となる。